# Angern an der March
Pour les articles homonymes, voir Angern (homonymie).
Angern an der March est un bourg d'Autriche situé dans le district de Gänserndorf en Basse-Autriche. Il se situe à 30 km au nord-est de Vienne. Sa superficie est de 38,22 km2 et sa population s'élevait à 3 356 personnes au dernier recensement de 2014.
La rivière Morava, qui coule à Angern an der March, est la limite frontalière de l'Autriche et sépare la localité autrichienne de la Slovaquie.
Le trafic fluvial empruntant le canal Danube-Oder passe par cette ville et permet de rejoindre vers le sud le Danube à la hauteur du Lobau viennois et vers le nord la Pologne et le fleuve Oder.

## Galerie de photographies

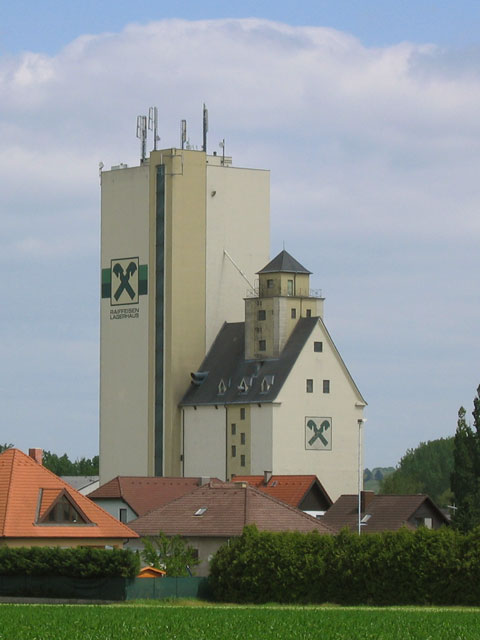
Entrepôt à Angern.
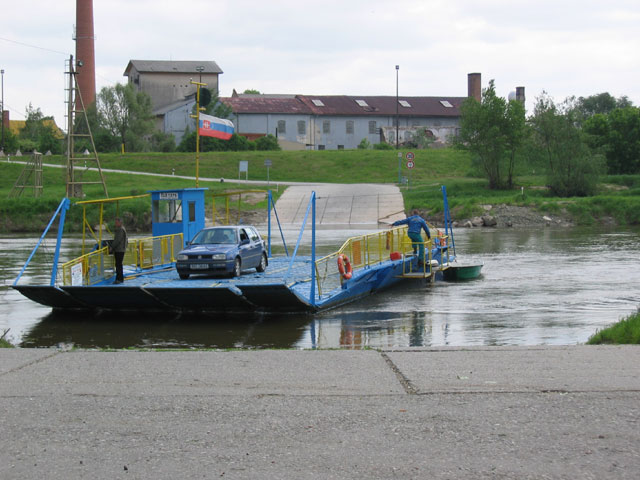
Frontière austro-slovaque sur le fleuve Morava.
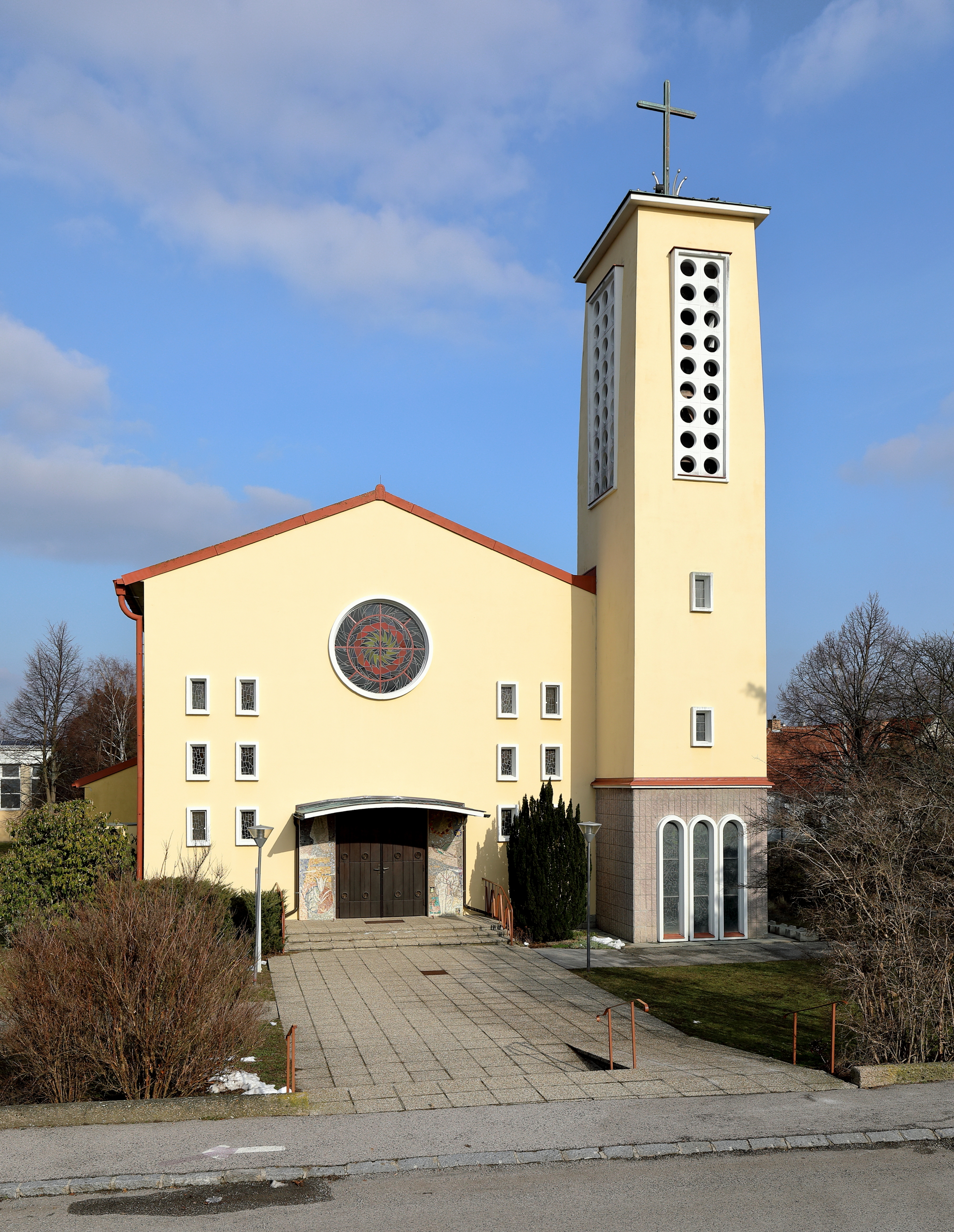
Église à Angern.